# An Angel Named Billy
An Angel Named Billy è un film del 2007 diretto da Greg Osborne.

## Trama
Mark Anderson, che è stato di recente colpito da un ictus, e il suo migliore amico, una drag queen di nome Thomas, si mettono alla ricerca di un compagno per il figlio di Mark, James.
Nel frattempo Billy, un diciottenne, dà il suo primo bacio al suo amico Rick ed è per questo buttato fuori di casa dal padre violento. Confuso, smarrito e spaventato, Billy trova lavoro come custode in un bar. Billy dovrà ben presto imparare a vivere da solo e da omosessuale.